# Aeromist-Kharkiv
Aeromist-Kharkiv (auch Aeromost-Kharkiv genannt) war eine ukrainische Fluggesellschaft mit Sitz in Charkiw, die Linien-, Charter und Frachtflüge anbot.

## Geschichte
Die Fluggesellschaft wurde am 6. Juni 2002 gegründet und war die erste osteuropäische Fluggesellschaft, die die neue Antonow An-140 betrieb.

## Flotte
Mit Stand Oktober 2009 bestand die Flotte der Aeromist-Kharkiv aus drei Flugzeugen:
- 3 Antonow An-140

## Zwischenfälle
Am 23. Dezember 2002 um 11:15 Uhr Ortszeit startete die Antonow An-140 mit dem Luftfahrzeugkennzeichen UR-14003 vom Sokolniki Airfield nahe Charkiw in Richtung Isfahan, Iran mit einem geplanten Zwischenstopp in Trabzon, Türkei. Während des Landeanflugs auf Isfahan kollidierte die Maschine mit einem Berg und stürzte ab. Zur Zeit des Absturzes herrschten in diesem Gebiet schlechte Sichtverhältnisse mit dichtem Nebel. Das Flugzeug wurde am 30. November 2002 an die Gesellschaft ausgeliefert und absolvierte nur 27 Landungen und 71 Flugstunden.